# David W. Peck
David Warner Peck (Crawfordsville, 3 dicembre 1902 – New York, 23 agosto 1990) è stato un giurista statunitense, dal 1947 al 1957 è stato Presidente della Corte d'Appello del 1º distretto della Corte Suprema dello Stato di New York e in quel periodo ha assunto un ruolo di primo piano nella riforma del sistema giudiziario dello Stato di New York. Nel 1950, in Germania, Peck guidò il Comitato consultivo per la clemenza inerente le richieste di clemenza per i criminali di guerra e i nazisti condannati.

## Biografia
Nacque a Crawfordsville, nell'Indiana. Saltò l'ultimo anno di scuola superiore e a 16 anni iniziò a studiare al Wabash College di Crawfordsville, dove dopo tre anni si laureò con lode. In seguito studiò legge alla Harvard Law School, per finanziarsi gli studi lavorò come tutor.
Dopo la laurea e l'abilitazione alla professione forense a New York, nel 1934 entrò a far parte dello studio legale Sullivan & Cromwell, al quale rimase legato per tutta la vita: fu socio dello studio per 31 anni, occupandosi di controversie civili. All'inizio degli anni '30 era associato a Thomas E. Dewey e Herbert Brownell dei cosiddetti "Giovani Turchi" del Partito Repubblicano nella Contea di New York.
Nel 1943 fu nominato giudice della Corte Suprema dello Stato di New York, il tribunale dello Stato. Nel 1945, fu nominato giudice associato della Corte d'Appello del 1º distretto, e nel 1947 fu promosso a Presidente della Corte, con competenza sugli appelli dei tribunali di Manhattan e del Bronx. Fu nominato presidente all'età di 44 anni, diventando il più giovane giudice a presiedere il primo dipartimento. Nel 1957, lasciò il tribunale e tornò alla Sullivan & Cromwell, dove rimase fino al pensionamento nel 1980. Nel 1977 lo scultore Joseph Kiselewski creò un medaglione di bronzo con l'effigie del giudice Peck.
Nel 1955 pubblicò The Greer Case, un libro su un caso di trust e proprietà del 1946 che coinvolgeva Mabel Seymour Greer, in cui era coinvolto come giudice. La signora Greer ammise prima di morire di aver dato in adozione un figlio dopo la nascita, ma l'intero ingente patrimonio di questa donna altrimenti senza figli fu lasciato in eredità all'Università di Harvard. Un presunto figlio contestò il testamento. Il libro divenne un best-seller, passando attraverso otto edizioni della Penguin e della Reader's Digest Edition, e nel 1957 fu ripreso come episodio della serie Playhouse 90 della CBS.
Nel 1973, il procuratore generale Elliot Richardson offrì a Peck il ruolo di consigliere speciale per indagare sullo scandalo Watergate, ma rifiutò e l'incarico fu infine affidato ad Archibald Cox.

## Il Peck Panel
Nel 1950, l'Alto Commissario americano per la Germania, John McCloy, convocò un Comitato consultivo per la clemenza (noto anche come Peck Panel, dal nome del suo presidente David Peck) come gruppo di esperti indipendenti per formulare delle raccomandazioni sulle condanne pronunciate dai tribunali militari statunitensi contro i criminali di guerra. Oltre a Peck come presidente, il gruppo comprendeva altre due persone: Frederick A. Moran, presidente del New York Board of Parole e il generale di brigata Conrad E. Snow, consulente legale del Dipartimento di Stato degli Stati Uniti. Lo status giuridico del Peck Panel non fu del tutto chiaro, in pratica funzionò come un comitato di clemenza prendendo in considerazione le richieste dei detenuti e le memorie a discarico dei loro avvocati difensori.
Il Peck Panel esaminò le richieste di clemenza di 99 condannati; tutti già in carcere a Landsberg come criminali di guerra, il 28 agosto 1950 formulò le sue raccomandazioni. In 77 dei 99 casi, il Peck Panel raccomandò una riduzione della pena; tra queste, sette delle 15 condanne a morte furono convertite in carcere. Tra le raccomandazioni:
Per i condannati nel processo agli Einsatzgruppen:
- mantenere la condanna a morte per Blobel, Braune, Klingelhöfer, Naumann, Ohlendorf, Ott, Sandberger;
- commutare la condanna a morte a 20 anni per Blume o 15 anni per Biberstein, Haensch, Steimle;
- liberazione immediata per i condannati a morte Schubert, Seibert;
- conversione della condanna dall'ergastolo a 10 anni per Jost, Nosske;
- riduzione della pena detentiva da 20 a 10 anni per Schulz;
- liberazione immediata con pena detentiva di 20 anni per Radetzky, Six e di 10 anni per Fendler, Rühl;

Per i condannati nel processo Krupp:
- Liberazione per Alfried Krupp von Bohlen und Halbach, uno dei casi più importanti;
- Riduzione delle pene degli altri imputati, tra cui Houdremont e Müller;

Per i condannati nel processo dell'Alto Comando:
- Riduzione della pena di alcuni imputati tra cui Küchler, Reinecke, Warlimont;

Per i condannati nel processo degli ostaggi:
- Riduzione della pena di alcuni imputati tra cui Felmy, Lanz, Rendulic;

Per i condannati del processo ai ministri:
- Riduzione della pena di alcuni imputati, tra cui Lammers, Schwerin-Krosigk, Ernst von Weizsäcker.

L'Alto Commissario americano John J. McCloy, a cui spettò la decisione finale, in diversi casi non fu d'accordo con le raccomandazioni presentate dal Peck Panel. Il suo consigliere legale e più stretto confidente, Robert R. Bowie, consigliò in particolare di non concedere ai generali condannati alcun trattamento preferenziale. Il 31 gennaio 1951, McCloy annunciò finalmente le sue decisioni. In alcuni casi si discostarono dalle raccomandazioni del Peck Panel, per alcuni furono più severe e per altri meno. Solo cinque sentenze di morte del Tribunale militare di Norimberga rimasero in vigore. Dei cinque casi di condanne a morte rivisti dal Peck Panel, quattro furono eseguite il 7 giugno 1951 nei confronti di Blobel, Braune, Naumann, Ohlendorf.

## Opere
- The Greer Case, a true court drama, New York, Simon and Schuster, 1955.
- Decision at law, New York, Dodd, Mead & Company, 1961.